# Slavičín
Slavičín (in tedesco Slawitschin) è una città della Repubblica Ceca facente parte del distretto di Zlín, nella regione di Zlín.